# Зінченко Богдан Антонович
Богдан Антонович Зінченко (нар. 14 квітня 1957, м. Бережани, Україна) — український священник, релігійний діяч. Протопресвітер. Член Національної спілки журналістів України.

## Життєпис
Богдан Зінченко народився 14 квітня 1957 року в Бережанах Тернопільської области України.
Закінчив Бережанський технікум механізації та електрифікації (нині агротехнічний інститут), Ленінградську духовну академію (1985, нині Санкт-Петербурґ, РФ), Інститут духовно-релігійної освіти УГКЦ (2000). Працював старшим інспектором Тернопільського обленерго (1978—1980).
З 1985 року — священник у селах Городище і Плотича (обидва — Козівського району). 
Діяльний у розбудові церков, капличок, пам’ятних християнських монументів та Тернопільщині та Хмельниччині.
Духівник Тернопільської обласної організації Національної спілки журналістів України.

## Нагороди та відзнаки
- Золотий Хрест,
- Золотий Хрест з прикрасами,
- орден Зарваницької Божої Матері.